# نیژنی ایزیاک
نیژنی ایزیاک (انگلیسی: Nizhny Izyak) یک شهرک در شهرستان بلاگووشچنسکی باشقیرستان کشور روسیه است.